# Dolmen du Pech de Grammont
Le dolmen du Pech de Grammont est un dolmen situé sur la commune de Gramat, dans le département du Lot.

## Historique
Jacques-Antoine Delpon avait déjà noté son architecture originale, celle-là même qui a conduit Jean Clottes, après la campagne de fouille qu'il y a mené en 1968-1969 avec Michel Carrière à définir le concept de « dolmen double », dont le monument du Pech de Grammont constitue l'archétype. Outre sa structure interne, cet édifice se singularise aussi par l'existence, dans le plus grand des deux dolmens, d'un petit coffre intérieur et d'une dalle-hublot, « deux particularités architecturales [...] jusqu'à présent uniques en Quercy ». 
Le dolmen est inscrit au titre des monuments historiques depuis 2012.

## Description
Le dolmen  a été édifié sur une crête qui domine une profonde doline et la vallée de l'Alzou.

### Le tumulus
Le tumulus est de forme ovale (19 m sur 16 m). Constitué de blocs de pierre entassés sans ordre apparent, il contenait une grande quantité de terre, ce qui a permis le développement de la végétation, qui a contribué à déstructurer l'architecture de l'édifice. Le tumulus renferme deux constructions distinctes édifiées dans le prolongement l'une de l'autre : un petit dolmen, situé pratiquement au centre du tumulus, et un dolmen plus grand dans sa partie est. 
La fouille a révélé que chacun des deux dolmens était entouré d'une murette en pierres sèches, de forme arrondie pour le petit dolmen et de forme rectangulaire pour le plus grand. Dans le premier cas, la murette fait un tour complet de l'édifice avec un petit colimaçon devant l’entrée de la chambre, qu'elle encercle à environ 2 m de distance. Elle est constituée de 7 à 8 rangées de dallettes plates empilées sur une hauteur d'environ 0,65 m, elles-mêmes recouvertes d'« une chape de pierraille de 0,10 m à 0,15 m d'épaisseur, constituée par la partie superficielle du tumulus ». Par endroits, la murette a été confortée par des blocs plus gros entassés en appui sans ordre particulier. Dans le second cas, la murette a été en partie détruite par les racines de la végétation qui a envahi le tumulus, mais les parties intactes indiquent un mode de construction similaire à la première enceinte mais sur une moindre hauteur (0,55 m). « Ces murettes ont vraisemblablement servi à étayer le tumulus lors de la pose de la table, après que les supports eussent été préalablement dressés ». 
Une dalle intermédiaire (1,20 m de long pour 1,50 m de haut et 0,15 m d'épaisseur) est placée entre les deux édifices. Cette dalle ayant été volontairement enfoncée dans le sol du causse exclut la possibilité qu'il s'agisse d'une dalle déplacée lors d'un remaniement postérieur.

### Petit dolmen
C'est un dolmen simple avec une chambre rectangulaire orientée à l'Est (azimut 110°). Les deux orthostates et la dalle de chevet sont inclinés vers l'intérieur de la chambre. A leur base, les dalles latérales sont toutes deux calées dans une rigole creusée dans la roche. En raison de leur différence de hauteur, la dalle de gauche a été plus profondément enfoncée dans le sol que celle de droite, afin que la table de couverture, en très bon état et toujours en place, soit parfaitement horizontale. 
| Dalle                                                   | Longueur | Épaisseur | Largeur |
| ------------------------------------------------------- | -------- | --------- | ------- |
| Table                                                   | 1,70 m   | 0,25 m    | 1,90 m  |
| Orthostate gauche                                       | 1,90 m   | 0,25 m    | 1,30 m  |
| Orthostate droit                                        | 1,70 m   | 0,17 m    | 1 m     |
| Chevet                                                  | 0,65 m   | 0,15 m    | 1,20 m  |
| Données : Inventaire des mégalithes de la France, 5-Lot |          |           |         |

L'ensemble délimite une petite chambre sépulcrale de 1,60 m de long pour 1 m de large et 1 m de haut. Le sol de la chambre n'a été ni creusé, ni dallé. Les dallettes du calcaire sous-jacent recouvertes d'une légère couche d'argile font office de sol ; celui-ci est légèrement en pente selon une orientation nord-sud.

### Grand dolmen
L'orthostate de gauche, qui originellement était dans l'axe de son homologue du petit dolmen s'est brisée en plusieurs morceaux et affaissée vers l'intérieur de la chambre. L'orthostate de droite est demeurée bien droite, peut-être parce qu'elle est profondément enfoncée dans le sol (0,45 m). Les deux gros fragments de dalle rejetés de part et d'autre de la chambre correspondent probablement à la table d'origine qui aurait été brisée pour piller le caveau.
L'ensemble délimite une large chambre sépulcrale de 2,80 m de long pour 2 m de large et 1,35 m de haut, orientée selon l'azimut 110°. Le sol de la chambre, quasiment horizontal n'a été ni creusé, ni dallé. L'édifice a conservé sa dalle de fermeture mais aucune dalle de chevet n'a été retrouvée, peut-être n'y en a-t-il jamais eu. 
| Dalle                                                   | Longueur | Épaisseur | Largeur |
| ------------------------------------------------------- | -------- | --------- | ------- |
| Table (brisée en 2)                                     | 3,50 m   | 0,50 m    |         |
| Orthostate droit                                        | 2,90 m   | 0,30 m    | 1,70 m  |
| Orthostate gauche                                       | 2,80 m   | 0,27 m    | 1,70 m  |
| Dalle de fermeture                                      | 0,70 m   | 0,12 m    | 1,50 m  |
| Dalle hublot                                            | 1,30 m   | 0,12 m    | 1 m     |
| Données : Inventaire des mégalithes de la France, 5-Lot |          |           |         |

Un tout petit coffre (environ 0,80 m de long X 0,40 m de largeur maximum et 0,40 m de profondeur) a été découvert à l'intérieur de la chambre, enterré dans le sol même de la chambre (par élargissement de la rigole où se trouve le support droit). « Ce type de caisson n'a jamais été signalé dans le Lot [...] D'après ses dimensions, il aurait pu contenir un crâne humain ou un vase, mais ce ne sont que des hypothèses ».
La dalle de fermeture de forme ovale était doublée vers l'extérieur d'une dalle-hublot très originale. « La dalle-hublot, perpendiculaire au support droit, avait été placée de telle sorte que le hublot ne soit pas masqué par la dalle d'entrée qui, actuellement, le cache en partie, depuis qu'elle a basculé vers l'intérieur de la chambre ». La confection de ce hublot a fait l'objet d'un travail soigné : l'ouverture est pratiquement ronde (0,38 m à 0,40 m de diamètre) et le bord intérieur a été poli sur tout le pourtour. La partie supérieure du hublot a malheureusement été brisée. « C'est la première dalle-hublot signalée sur les Causses », les dalles-hublot étant « relativement rares dans le Sud de la France » alors qu'elles sont fréquentes sur les édifices du Bassin parisien. Son installation est postérieure à l'achèvement du dolmen : elle doublonne partiellement la dalle de fermeture et, contrairement aux autres dalles du monument, elle n'est pas plantée mais posée à la surface du sol avec un calage rudimentaire.

## Vestiges osseux et mobilier funéraire
Les chambres sépulcrales avaient été précédemment fouillées, notamment par Jacques-Antoine Delpon lui-même, dont les découvertes ont depuis été perdues.
La quasi-totalité des vestiges osseux humains retrouvés étaient brisés (réduits à l'état d'esquilles), dispersés, et peu d'entre eux avaient conservé une connexion anatomique hormis 5 vertèbres encore reliées à des fragments de côte dans le petit dolmen et un couple astragale/calcaneum dans le plus grand. Le décompte des dents et des astragales retrouvées dans les deux chambres et entre les deux dolmens a permis d'estimer qu'il y avait eu au minimum 9 à 10 individus inhumés dans le petit dolmen et de 22 à 25 dans le plus grand. Les vestiges osseux d'origine animale étaient peu nombreux (dents de mouton, de renard, lapin et lièvre) mais il n'est pas possible de déterminer si leur présence témoigne de restes d'offrandes pour les défunts ou de restes de charognes transportés par des animaux fouisseurs.
Le mobilier funéraire des deux édifices différait très sensiblement. La petite chambre renfermait 25 perles annulaires en calcite, un petit vase à fond plat sans décor et deux gros tessons de poterie dans le style de la culture des champs d'urnes. La grande chambre comportait de très nombreuses perles et un mobilier lithique assez important : 605 perles annulaires en test de coquillage, « véritables objets de série », deux petites perles annulaires en calcite du même type que celles de la petite chambre et divers fragments de perles, une incisive de renard percée, une pointe de flèche foliacée en silex bleuté finement travaillée, deux pointes de flèches tranchantes en silex blond, une lamelle et six éclats, ainsi que des tessons de poterie du style Champs d'urnes ou sans caractère distinct.
L'entrée de la grande chambre, côté extérieur, a livré un véritable dépôt constitué de 83 perles en test de coquillage (dont 79 d'un style différent de celles déjà mentionnées), de 29 coquilles marines de columbelles d'origine méditerranéenne et de 51 boutons prismatiques en "V" appartenant à deux séries distinctes. Un autre dépôt, constitué uniquement de tessons de poterie « appartenant à deux vases », a aussi été découvert pratiquement en face de l'ouverture de la dalle-hublot. Ce deuxième dépôt « rappelle de façon frappante les observations faites par l'un de nous au dolmen du Rat [...] nous pouvons maintenant conclure à un rite véritable et non à un phénomène isolé ».

## Interprétation
Selon le préhistorien français Jean Clottes, il y a donc eu construction successive de deux dolmens totalement indépendants l'un de l'autre, à deux périodes distinctes. Le petit dolmen a été édifié en premier, puis est intervenue la construction du second, qui a d'ailleurs contribué à déformer la forme initiale du tumulus. Il n'est pas possible de déterminer le raisons de ce choix d'implantation. Les différences notables constatées entre les deux dolmens, tant dans le mode de construction, que dans le mobilier qui y a été recueilli indiquent indubitablement un décalage dans le temps. Pour l'ensemble de ces raisons, « nous proposons d'appeler ce genre de monument dolmen double ».